# French Montana
Karim Kharbouch (Casablanca, 9 november 1984), beter bekend onder zijn artiestennaam French Montana, is een Marokkaans-Amerikaans rapper.

## Biografie
Kharbouch groeide op in zijn geboorteland Marokko, en verhuisde op 13-jarige leeftijd met zijn ouders en jongere broer naar The Bronx, een stadsdeel van New York. Hij sprak op dat moment alleen Arabisch en Frans. De Engelse taal leerde hij op school en op straat. Toen hij 17 jaar was besloot zijn vader weer terug te keren naar Marokko. Zijn moeder was in verwachting, en bleef alleen achter met de zorg voor de kinderen. Het gezin was afhankelijk van gemeenschapsgeld, en Montana werd kostwinner van het gezin.

## Carrière
Kharbouch maakte zijn mixtape-debuut in 2007. Hij is de oprichter van Coke Boys Records en diens voorganger Cocaine City Records.  In 2010 brak hij door met "Choppa Choppa Down". In 2012 tekende hij een joint-venture platencontract met Bad Boy Records en Maybach Music Group. In 2013 bracht hij zijn debuut-studioalbum Excuse My French uit. 
In 2017 bracht Montana zijn tweede studioalbum uit, Jungle Rules, dat piekte op nummer drie op de Amerikaanse Billboard 200. Het album werd ondersteund door de single "Unforgettable", welke hij uitvoert met Swae Lee. Dit nummer bereikte de top tien in Canada en het Verenigd Koninkrijk.
Op 6 december 2019 bracht hij zijn album genaamd Montana uit. Het album bereikte binnen 10 dagen een goudenstatus.

## De online campagne voor "Unforgettable"
De opnames van de single "Unforgettable" werden gefilmd in de Oegandese hoofdstad Kampala. Gedurende deze opnameperiode werd door de inwoners aan Montana verteld hoe slecht de gezondheidssituatie in hun land was. Kort daarop steunde Montana een campagne die geld inzamelde voor initiatieven om deze situatie te verbeteren. Uit eigen zak doneerde Montana ongeveer 100.000 dollar. Dit bedrag ging vooral naar de organisatie "Mama Hope", die zwangere vrouwen in het land ondersteunt. 

## Discografie
Studioalbums
- Excuse My French (2013)
- Jungle Rules (2017)
- Montana (2019)
- They Got Amnesia (2021)

Mixtape's
- French Revolution Vol. 1 (2007)
- Live From Africa (2008)
- The Laundry Man (2009)
- Mac Wit Da Cheese (2009)
- The Laundry Man 2 (2009)
- Cocaine Konvicts (deluxe edition) (2009)
- Coke Boys Tour (2010)
- Mac & Cheese 2 (2010)
- Coke Boys (2010)
- Mister 16:Casino Life (2011)
- Coke Boys 3 (2012)
- Mac & Cheese 3 (2012)
- Coke Boys 4 (2014)
- Coke Boys 4 Deluxe Edition (2014)
- Casino Life 2: Brown Bag Legend (2015)
- Wave Gods (2016)
- MC4 (2016)
- CB5 (2020)
- Mac & Cheese 5 (2024)

## Trivia
- In 2017 heeft French Montana zijn eigen wodka op de markt gebracht, French Vanilla, geproduceerd door het drankconcern Cîroc.[6]

- Bibliothèque nationale de France: cb16698014h (data)
- Gemeinsame Normdatei: 1122659490
- International Standard Name Identifier: 0000 0003 7297 4237
- Library of Congress Control Number: no2013021888
- MusicBrainz: 45dc5f07-6609-4760-a933-8c9e0f858d05
- Virtual International Authority File: 296510764
- WorldCat: E39PBJxMfwKkbH3kfvW8yVxYyd